# Dobreaciîn, Sokal
Dobreaciîn (în ucraineană Добрячин) este un sat în comuna Ostriv din raionul Sokal, regiunea Liov, Ucraina.

## Demografie
Componența lingvistică a localității Dobreaciîn
     Ucraineană (99,89%)
     Alte limbi (0,11%)
Conform recensământului din 2001, majoritatea populației localității Dobreaciîn era vorbitoare de ucraineană (99,89%), existând în minoritate și vorbitori de alte limbi.